# Lijst van rivieren in Montana

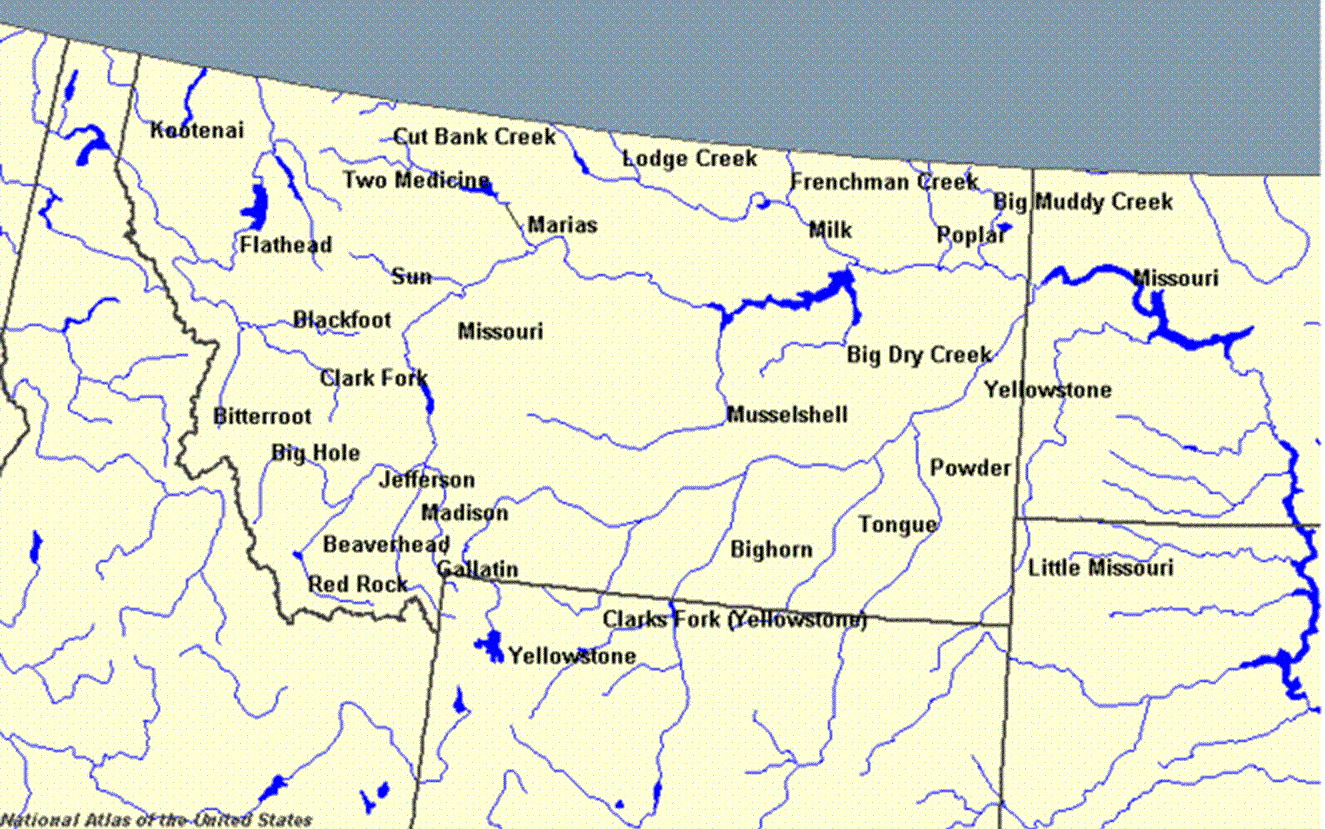
Rivieren in Montana

Dit is een lijst van rivieren in Montana.

## Ten oosten van de continentale scheiding

### Stroomgebied van de Missouri
- Missouri
  - Jefferson-Beaverhead-Red Rock River
    - Ruby River
    - Big Hole River
      - Wise River
      - Roe River (kortste ter wereld)

    - Boulder River

  - Madison River
    - Firehole River
    - Gibbon River

  - Gallatin River
    - East Gallatin River

  - Sixteenmile Creek
  - Dearborn River
  - Smith River
  - Sun
  - Belt Creek
  - Marias River
    - Cut Bank Creek
    - Two Medicine River
      - Birch Creek
        - Dupuyer Creek

    - Willow Creek
    - Teton River

  - Arrow Creek
  - Cow Creek
  - Judith River
    - Dry Wolf Creek

  - Musselshell River
    - Sacagawea River
    - North Fork Musselshell River
    - South Fork Musselshell River

  - Milk River
    - Big Sandy Creek

  - Redwater River
  - Poplar River
  - Big Muddy Creek
  - Yellowstone River
    - Shields River
    - Boulder River
    - Sweet Grass Creek
    - Stillwater River
    - Clarks Fork of the Yellowstone River
    - Bighorn River
      - Little Bighorn

    - Tongue River
    - Powder River

### Stroomgebied van deSaskatchewan
- Belly River
- St. Mary River
- Waterton River

## Ten westen van de continentale waterscheiding
- Clark Fork River
  - Bull River
  - Vermilion River
  - Flathead River
    - Jocko River
    - Whitefish River
      - Stillwater River

  - Saint Regis River
  - Bitterroot River
  - Blackfoot River
- Kootenai River
  - Yaak River
  - Fisher River

Alabama · Alaska · Arizona · Arkansas ·  Californië · Colorado · Connecticut · Delaware · Florida · Georgia · Hawaï · Idaho ·  Illinois · Indiana · Iowa · Kansas · Kentucky · Louisiana · Maine · Maryland · Massachusetts · Michigan · Minnesota · Mississippi · Missouri · Montana · Nebraska · Nevada · New Hampshire · New Jersey · New Mexico · New York ·  North Carolina · North Dakota · Ohio · Oklahoma · Oregon · Pennsylvania · Rhode Island · South Carolina · South Dakota · Tennessee · Texas · Utah · Vermont · Virginia · Washington (staat) · Washington D.C. · West Virginia · Wisconsin · Wyoming